# 진관4로
진관4로는 서울특별시 은평구 진관동 래미안아파트 9단지 앞과 은평뉴타운6단지앞 교차로를 잇는 서울특별시의 도로이다.

## 연혁
- 2009년: 은평뉴타운 개발과 함께 개통

## 주요 경유지
서울특별시
- 은평구(진관동)

## 노선
| 이름                     | 접속 노선 | 소재지     | 소재지 | 소재지 | 비고 |
| ------------------------ | --------- | ---------- | ------ | ------ | ---- |
| (이름 없음)              | 진관3로   | 서울특별시 | 은평구 | 진관동 |      |
| (이름 없음)              | 진관4로   | 서울특별시 | 은평구 | 진관동 |      |
| 진관고등학교             |           | 서울특별시 | 은평구 | 진관동 |      |
| 진관중학교               |           | 서울특별시 | 은평구 | 진관동 |      |
| (이름 없음)              | 진관4로   | 서울특별시 | 은평구 | 진관동 |      |
| 상림교                   |           | 서울특별시 | 은평구 | 진관동 |      |
| (이름 없음)              | 진관4로   | 서울특별시 | 은평구 | 진관동 |      |
| 은평뉴타운6단지앞 교차로 | 북한산로  | 서울특별시 | 은평구 | 진관동 |      |

## 주요 건물 및 시설
- 진관고등학교 (서울특별시 은평구 진관4로 26)
- 진관중학교 (서울특별시 은평구 진관4로 36)
- 서울진관초등학교 (서울특별시 은평구 진관4로 78-16)